# Coppa delle Coppe 1982-1983 (pallamano maschile)
La Coppa delle Coppe 1982-1983 è stata l'8ª edizione del torneo europeo di pallamano riservato alle squadre vincitrici delle coppe nazionali. È stata organizzata dall'International Handball Federation, la federazione internazionale di pallamano. La competizione è iniziata ad ottobre 1982  si è conclusa il 30 aprile 1983.
Il torneo è stato vinto dalla compagine sovietica dello SKA Minsk per la 1ª volta nella sua storia.

## Risultati

### Primo turno
| Squadra 1           | Squadra 2                | Andata                     | Ritorno                           | Totale  |
| ------------------- | ------------------------ | -------------------------- | --------------------------------- | ------- |
| SSV Brixen          | SKA Minsk                | Bressanone                 | Minsk                             | 36 - 49 |
| SSV Brixen          | SKA Minsk                | 17 - 29                    | 19 - 20                           | 36 - 49 |
| KV Sasja HC Hoboken | KFUM Fredericia          | Anversa                    | Fredericia, 20 ottobre 1982       | 30 - 47 |
| KV Sasja HC Hoboken | KFUM Fredericia          | 14 - 23                    | 16 - 24                           | 30 - 47 |
| CF Belenenses       | Union sportive d'Ivry    | Lisbona                    | Ivry-sur-Seine                    | 52 - 55 |
| CF Belenenses       | Union sportive d'Ivry    | 24 - 26                    | 28 - 29                           | 52 - 55 |
| HK Drott            | IF Helsinge Atlas Vantaa | Halmstad                   | Vantaa                            | 59 - 38 |
| HK Drott            | IF Helsinge Atlas Vantaa | 29 - 19                    | 30 - 19                           | 59 - 38 |
| RK Jeleznicar Nis   | ITVES Istanbul           | Niš                        | Istanbul                          | 60 - 49 |
| RK Jeleznicar Nis   | ITVES Istanbul           | 29 - 25                    | 31 - 24                           | 60 - 49 |
| Kyndil Torshavn     | Stavanger IF             | Tórshavn, 9 ottobre 1982   | Stavanger, 17 ottobre 1982        | 28 - 42 |
| Kyndil Torshavn     | Stavanger IF             | 14 - 17                    | 14 - 25                           | 28 - 42 |
| VAS Salonicco       | ATSE Graz                | Salonicco                  | Graz                              | 18 - 67 |
| VAS Salonicco       | ATSE Graz                | 8 - 37                     | 10 - 30                           | 18 - 67 |
| HV Dotinchem        | HB Eschois Fola          | Doetinchem, 9 ottobre 1982 | Esch-sur-Alzette, 16 ottobre 1982 | 41 - 33 |
| HV Dotinchem        | HB Eschois Fola          | 16 - 15                    | 25 - 18                           | 41 - 33 |
| CS Dinamo Bucarest  | Maccabi Petah Tikva      | Bucarest                   | Petah Tiqwa                       | 64 - 34 |
| CS Dinamo Bucarest  | Maccabi Petah Tikva      | 37 - 22                    | 27 - 12                           | 64 - 34 |

### Ottavi di finale
| Squadra 1         | Squadra 2                    | Andata     | Ritorno                         | Totale  |
| ----------------- | ---------------------------- | ---------- | ------------------------------- | ------- |
| SKA Minsk         | HT Tatran Prešov             | Minsk      | Prešov, 11 dicembre 1982        | 45 - 38 |
| SKA Minsk         | HT Tatran Prešov             | 27 - 12    | 18 - 26                         | 45 - 38 |
| BSV Berna         | TV Grosswallstadt            | Berna      | Großwallstadt, 11 dicembre 1982 | 38 - 54 |
| BSV Berna         | TV Grosswallstadt            | 24 - 29    | 14 - 25                         | 38 - 54 |
| SC DHfK Lipsia    | BM Atletico Madrid           | Lipsia     | Madrid, 11 dicembre 1982        | 48 - 40 |
| SC DHfK Lipsia    | BM Atletico Madrid           | 23 - 16    | 25 - 24                         | 48 - 40 |
| SC Pick Szeged    | KFUM Fredericia              | Seghedino  | Fredericia                      | 56 - 43 |
| SC Pick Szeged    | KFUM Fredericia              | 27 - 16    | 29 - 27                         | 56 - 43 |
| HK Drott          | Union sportive d'Ivry        | Halmstad   | Ivry-sur-Seine                  | 49 - 48 |
| HK Drott          | Union sportive d'Ivry        | 24 - 21    | 25 - 27                         | 49 - 48 |
| RK Jeleznicar Nis | Knattspyrnufélag Reykjavíkur | Niš        | Reykjavík                       | 48 - 46 |
| RK Jeleznicar Nis | Knattspyrnufélag Reykjavíkur | 20 - 25    | 28 - 21                         | 48 - 46 |
| Stavanger IF      | ATSE Graz                    | Stavanger  | Graz                            | 45 - 47 |
| Stavanger IF      | ATSE Graz                    | 22 - 21    | 23 - 26                         | 45 - 47 |
| HV Dotinchem      | CS Dinamo Bucarest           | Doetinchem | Bucarest, 11 dicembre 1982      | 41 - 52 |
| HV Dotinchem      | CS Dinamo Bucarest           | 24 - 27    | 17 - 25                         | 41 - 52 |

### Quarti di finale
| Squadra 1         | Squadra 2          | Andata                         | Ritorno                | Totale  |
| ----------------- | ------------------ | ------------------------------ | ---------------------- | ------- |
| TV Grosswallstadt | SKA Minsk          | Großwallstadt, 16 gennaio 1983 | Minsk, 23 gennaio 1983 | 37 - 42 |
| TV Grosswallstadt | SKA Minsk          | 21 - 16                        | 16 - 26                | 37 - 42 |
| SC DHfK Lipsia    | SC Pick Szeged     | Lipsia, 10 gennaio 1983        | Seghedino              | 48 - 52 |
| SC DHfK Lipsia    | SC Pick Szeged     | 29 - 25                        | 19 - 27                | 48 - 52 |
| HK Drott          | RK Jeleznicar Nis  | Halmstad, 10 gennaio 1983      | Niš                    | 46 - 56 |
| HK Drott          | RK Jeleznicar Nis  | 24 - 24                        | 22 - 32                | 46 - 56 |
| ATSE Graz         | CS Dinamo Bucarest | Graz, 10 gennaio 1983          | Bucarest               | 47 - 57 |
| ATSE Graz         | CS Dinamo Bucarest | 27 - 31                        | 20 - 26                | 47 - 57 |

### Semifinali
| Squadra 1         | Squadra 2          | Andata    | Ritorno  | Totale  |
| ----------------- | ------------------ | --------- | -------- | ------- |
| SC Pick Szeged    | SKA Minsk          | Seghedino | Minsk    | 44 - 61 |
| SC Pick Szeged    | SKA Minsk          | 25 - 24   | 19 - 37  | 44 - 61 |
| RK Jeleznicar Nis | CS Dinamo Bucarest | Niš       | Bucarest | 48 - 52 |
| RK Jeleznicar Nis | CS Dinamo Bucarest | 26 - 27   | 22 - 25  | 48 - 52 |

### Finale
| Squadra 1 | Squadra 2          | Andata                | Ritorno                  | Totale  |
| --------- | ------------------ | --------------------- | ------------------------ | ------- |
| SKA Minsk | CS Dinamo Bucarest | Minsk, 23 aprile 1983 | Bucarest, 30 aprile 1983 | 58 - 48 |
| SKA Minsk | CS Dinamo Bucarest | 34 - 22               | 24 - 26                  | 58 - 48 |

## Campioni
| Vincitore della Coppa delle Coppe 1982-1983 |
| ------------------------------------------- |
| SKA Minsk 1º titolo                         |